# سالوینو دلی آرماتی
سالوینو دلی آرماتی (ایتالیایی: Salvino degli Armati) به روایتی متولد سال ۱۲۴۵ و مرگ به سال ۱۳۱۷ میلادی یک ایتالیایی بود که سالها بعد از اختراع عینک این نو آوری به وی نسبت داده شده است. اما وجود حقیقی چنین شخصی مورد تردید است و بلکه یافته‌های مطالعاتی برعکس به جعل چنین هویتی اشاره دارند. چرا که در شجره نامه خانواده آرماتی هیچ عضوی به نام سالوینو یافت نشده است.
این ادعا اولین بار در سال ۱۶۸۴ میلادی توسط یک نویسنده ایتالیایی که مدعی دسترسی به دفتر دفن کلیسای سانتا ماریا ماجوره واقع در رم بود، مطرح شده است. طبق ادعای این نویسنده در این دفتر چنین ذکری از شخص سالوینو دلی بر سنگ قبر وی ثبت شده بود:
- اینجا سالوینو، پسر آرماتو دلی آرماتی اهل فلورانس، مخترع عینک آرامیده است. خداوند گناهانش را بیامرزد.[۲][۳]

در سال ۱۹۲۰ میلادی یک پژوهشگر ایتالیایی مدعی جعلی بودن نسبت اختراع عینک به شخص سالوینو دلی آرماتی شد. چرا که بر اساس مطالعات
این پژوهشگر در هیچ جای دیگر اختراع عینک به سالوینو نست داده نشده بود و مهم‌تر آنکه در قرن چهاردهم میلادی اصطلاح «مخترع» در زبان عامیانه فلورانس وجود نداشت. به ادعای این پژوهشگر سالوینو دلی آرماتی یک صنعتگر عادی بود که در سال ۱۳۴۰ میلادی در گذشته بود و اما هرگز با عینک سر و کار نداشت.
با این حال فقدان شواهد و ادعاهای مخالف، مانع از انتشار نسبت اختراع عینک به سالوینو دلی آرماتی نشد و بعدها نویسندگان متعددی این اختراع را به او نسبت داده یا آن را به چالش کشیده‌اند.